# ISO 3166-2:MZ
ISO 3166-2:MZ is een ISO-standaard met betrekking tot de zogenaamde geocodes. Het is een subset van de ISO 3166-2 tabel, die specifiek betrekking heeft op Mozambique.
Hier worden 1 stad - city (en) / ville (fr) / cidade (pt) – en 10 provincies - province (en) / province (fr) / província (pt) - gedefinieerd.
Volgens de eerste set, ISO 3166-1, staat MZ voor Mozambique, het tweede gedeelte bestaat uit één letter voor de provincies en een drieletterige code voor de stad.

## Codes
| Code   | Naam               | Categorie |
| ------ | ------------------ | --------- |
| MZ-P   | Cabo Delgado       | provincie |
| MZ-G   | Gaza               | provincie |
| MZ-I   | Inhambane          | provincie |
| MZ-B   | Manica             | provincie |
| MZ-MPM | Maputo (cidade)    | stad      |
| MZ-L   | Maputo (provincia) | provincie |
| MZ-N   | Nampula            | provincie |
| MZ-A   | Niassa             | provincie |
| MZ-S   | Sofala             | provincie |
| MZ-T   | Tete               | provincie |
| MZ-Q   | Zambézia           | provincie |